# Manuel González Mauricio
Manuel González Mauricio es un psicólogo, realizador audiovisual y animador nacido en Las Palmas de Gran Canaria en 1961. Es miembro de Podemos.

## Filmografía
- Hiroku Defensores de Gaia - 2013 Largometraje nominado a los Premios Goya 2014.
- La noche de los feos - 2006 cortometraje nominado a los Premios_Goya_2006 ganador del Tatu D Óuro, mejor cortometraje internacional
- Atlánticos 2002 Ganadores_Canarias_Mediafest (enlace roto disponible en Internet Archive; véase el historial, la primera versión y la última).
- La Máquina 2000 Ganadores_Canarias_Mediafest (enlace roto disponible en Internet Archive; véase el historial, la primera versión y la última).
- La pecera de César - 2000.
- El infierno: estudio topográfico.
- San Borondón: isla virtual.

- Datos: Q5993160